# Фрізенрід
Фрізенрід (нім. Friesenried) — громада в Німеччині, знаходиться в землі Баварія. Підпорядковується адміністративному округу Швабія. Входить до складу району Остальгой. Складова частина об'єднання громад Еггенталь.
Площа — 22,24 км2. Населення становить 1579 ос. (станом на 31 грудня 2020).

## Галерея